# Halsey
Halsey, född Ashley Nicolette Frangipane den 29 september 1994 i Edison, New Jersey, är en amerikansk electropopartist och låtskrivare.
Halsey fick skivkontrakt med Astralwerks tidigt 2014 och debuterade med EP:n Room 93 i oktober samma år. 2015 kom debutalbumet Badlands som blev en framgång och gick direkt in på andra plats på Billboard 200. 2017 den 2 juni släppte Halsey sitt andra album Hopeless Fountain Kingdom, som placerade sig på första plats på Billboard 200.
Artistnamnet ”Halsey” är ett anagram av hennes förnamn och namnet på en gata i Brooklyn som hon växte upp på som tonåring.
I januari 2021 meddelade Halsey att hon väntade sitt första barn med manusförfattaren Alev Aydin. Deras barn föddes i juli 2021.

## Diskografi
Album
- Badlands (2015)
- Hopeless Fountain Kingdom (2017)
- Manic (2020)
- If I Can't Have Love, I Want Power (2021)

EP
- Room 93 (2014)
- Room 93: The Remixes (2015)
- Room 93: 1 Mic 1 Take (2015)
- Complementary Colors (2016)

Singlar
- "Ghost" (2014)
- "New Americana" (2015)
- "Colors" (2016)
- "Castle" (2016)
- "Not Afraid Anymore" (2017)
- "Now or Never" (2017)
- "Bad at Love" (2017)
- "Him & I" (med G-Eazy) (2018)
- "Alone" (med Big Sean och Stefflon Don) (2018)
- "Eastside" (med Benny Blanco och Khalid) (2018)
- "Without Me" (2018)

- ”11 Minutes” (med Yungblud och Travis Barker) (2019)
- "Nightmare" (2019)
- "Graveyard" (2019)

## Room 93
Halseys EP Room 93 släpptes i oktober 2014, inte långt efter att hon fick skrivkontrakt med Astralwerks

## Badlands
Badlands (BADLANDS) är Halseys debutalbum och släpptes 28 augusti 2015 genom Astralwerks. Albumet gick direkt in på andra plats på Billboard 200. Första veckan såldes 97 000 exemplar av skivan.
Detta sa Halsey i en intervju med Last.fm om albumets ljud:
''It sounds a little bit more industrial, a bit more raw. I think that the EP [Room 93] was a midpoint and I could’ve gone one way or the other. […] Badlands dives into the science of sound; throughout the production, mixing, and mastering process, we attempted to create space with sound, so as if when you close your eyes you can actually feel the parameters of the room around you. […] For me, it was about creating a universe and making it so that people felt like they were actually being transported somewhere.''